# Malte Abelmann-Brockmann
Malte Abelmann-Brockmann (* 11. Juni 1995) ist ein deutscher Handballspieler.

## Karriere
Abelmann-Brockmann spielte ab 2008 beim THW Kiel. In der A-Jugend Handball-Bundesliga lief der 1,84 Meter große Linksaußen für den THW auf und spielte zudem mit einem Doppelspielrecht in der 2. Handball-Bundesliga für den TSV Altenholz. Seit dem Sommer 2014 gehört er ausschließlich dem TSV Altenholz an. Ab der Saison 2025/26 wird er für die HSG Eider Harde auflaufen.